# Chiesa di San Giovanni Battista (Luco dei Marsi)
La chiesa di San Giovanni Battista è la parrocchiale di Luco dei Marsi, in provincia dell'Aquila e diocesi di Avezzano; fa parte della forania di Trasacco.

## Storia

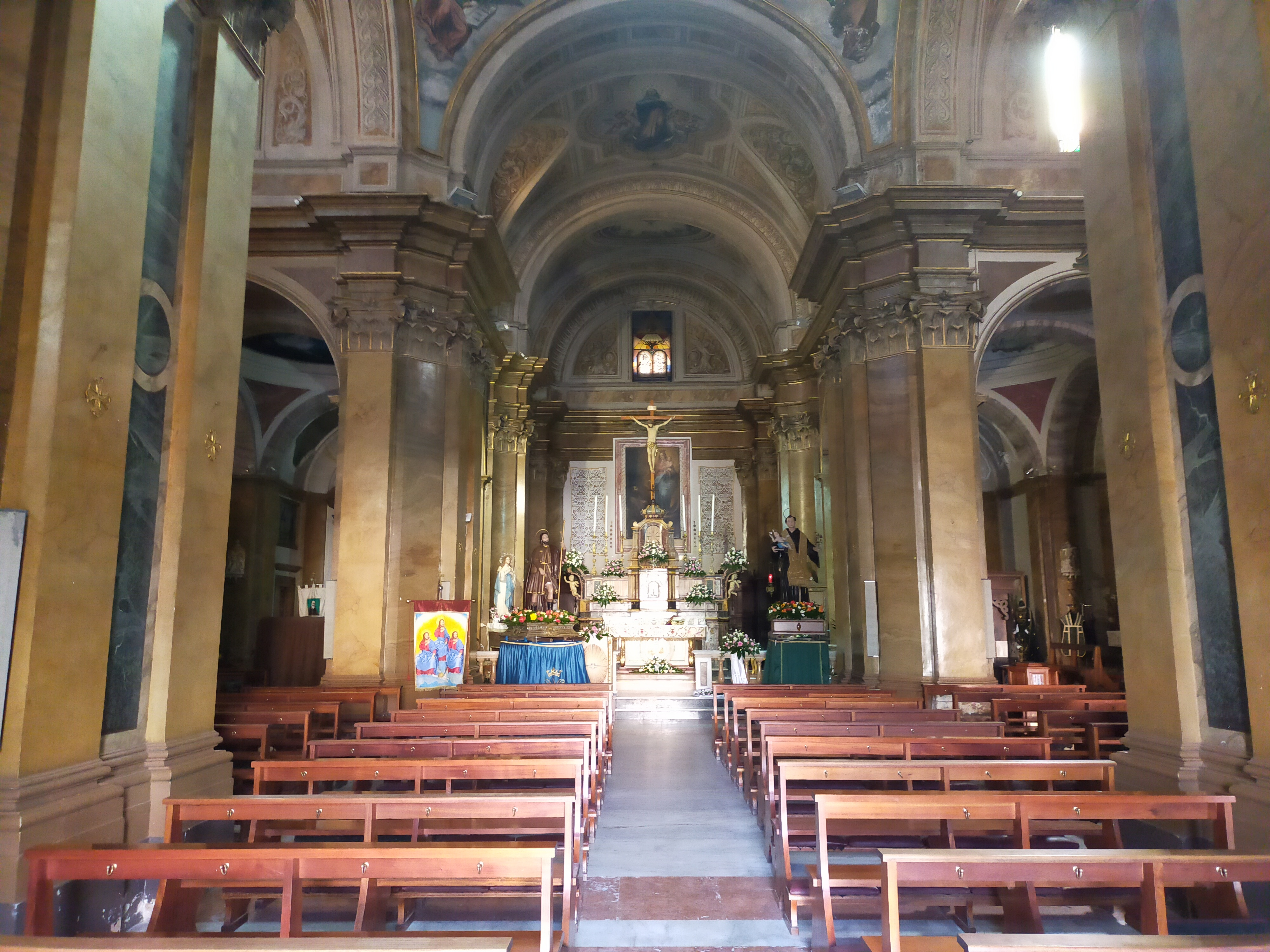
Interno della chiesa

La chiesa di San Giovanni Battista venne edificata durante il XVIII secolo sul sito della preesistente chiesa di San Giovanni, corrispondente grosso modo alla navata sinistra. L'antica chiesa era situata nella località nota come Casale, dove a cominciare dal XII secolo crebbe, intorno alla scomparsa torre medievale, il nucleo originario di Luco. 
Consacrata nel 1747 venne elevata a chiesa parrocchiale dalla diocesi dei Marsi sostituendo di fatto nel ruolo di chiesa madre del paese la chiesa di Santa Maria delle Grazie che con il suo monastero fu dal X al XIV secolo un'importante prepositura benedettina in terra marsicana.
Gravemente danneggiata dal terremoto della Marsica del 1915 fu ricostruita nel rispetto dello stile architettonico barocco e tardobarocco nel corso del XX secolo.

## Descrizione
La chiesa a tre navate si caratterizza per la luminosità della facciata il cui corpo centrale è accompagnato lateralmente da lesene a fascio. 
Il campanile a base quadrata svetta posteriormente di lato.
La base della chiesa è a croce greca con cupola centrale e abside quadrato. 
Internamente conserva diverse opere d'arte come la tela raffigurante Santa Maria Immacolata e San Francesco, opera di Giuseppe Cesari del 1616, la pala d'altare in cui sono raffigurati sant'Andrea e san Bonifacio IV e una tela raffigurante la Madonna del Rosario, la statua lignea cinquecentesca della Madonna delle Grazie, detta Madonna dei Bisognosi, precedentemente collocata nella chiesa a Lei dedicata, due calici dorati quattrocenteschi e una croce processionale argentea del Cinquecento di scuola abruzzese.